# Thomas Le Clear

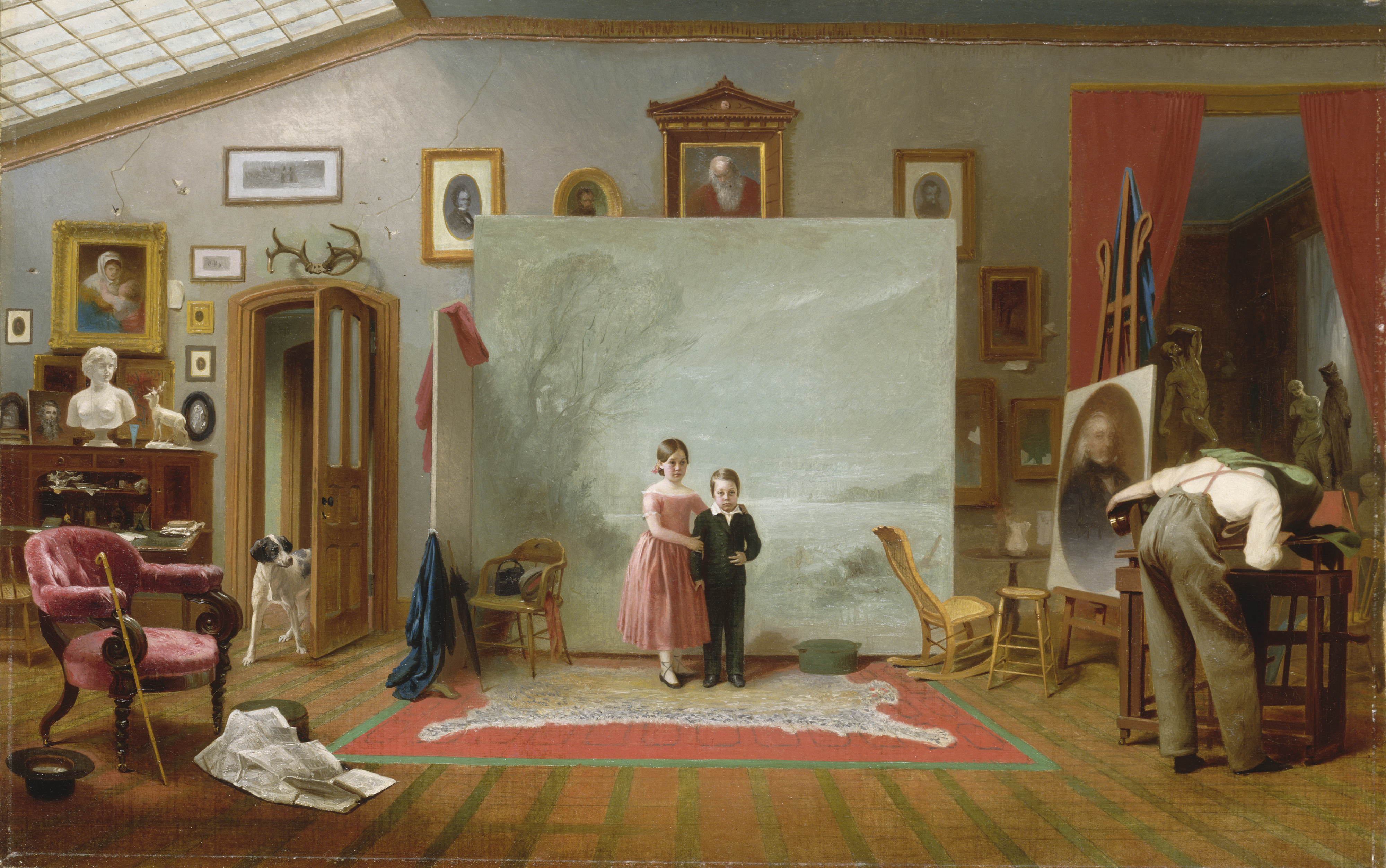
Thomas Le Clear: Inomhusmiljö och porträtter.

Thomas Le Clear, född 17 mars 1818 i Owego, New York, död 26 november 1882 i Rutherford, New Jersey, var en amerikansk genre- och porträttmålare.
Le Clear började redan som tolvåring kopiera målningar som föreställde aposteln Matteus. Han var i sin ungdom autodidakt och fick all sin konstnärliga vetskap genom studium av andra målare. Först när han var 21 år gammal flyttade han till New York och började studera för Henry Inman. Mellan 1844 och 1860 bodde Le Clear i Buffalo där han var en av upphovsmännen av Buffalo Fine Arts Academy som driver Albright-Knox Art Gallery. Han blev 1863 ledamot av National Academy Museum and School.